# حضارة أدنا

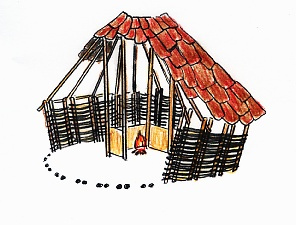
كوخ من حضارة أدنا

أدنا (Adena) هي حضارة أرض الخشب في وادي أوهايو بالولايات المتحدة الأمريكية منذ عام 1000 ق.م. وتتميز بالبيوت الكبيرة والجبانات فوق التلال والصناعات اليدوية المتقنة .